# Queguay
Queguay, Queguay Grande – rzeka w zachodniej części Urugwaju. Ma długość 280 km, a powierzchnia zlewni wynosi 7866 km². Wypływa z pasma wzgórz Cuchilla de Queguay. Płynie ze wschodu na zachód, na terenie departamentu Paysandú. Uchodzi do rzeki Urugwaj, około 20 km na północ od miasta Paysandú. Największy dopływ to Queguay Chico.